# Mössingen
Mössingen település Németországban, azon belül Baden-Württembergben. Lakosainak száma 20 979 fő (2023. december 31.). Mössingen Nehren, Ofterdingen, Gomaringen és Bodelshausen községekkel határos.

## Városrészei
- Bad Sebastiansweiler
- Bästenhardt
- Belsen
- Mössingen
- Öschingen
- Talheim

## Népesség
A település népessége az elmúlt években az alábbi módon változott:
| Lakosok száma | 13 339 | 19 731 | 20 416 | 20 480 | 20 567 | 20 900 | 20 979 |
|               | 1975   | 2014   | 2017   | 2019   | 2021   | 2022   | 2023   |